# Holcomb (Washington)
Holcomb es un área no incorporada ubicada en el condado de Pacific en el estado estadounidense de Washington.

## Geografía
Holcomb se encuentra ubicado en las coordenadas 46°34′19″N 123°37′3″O / 46.57194, -123.61750.